# Caribbomerus picturatus
Caribbomerus picturatus là một loài bọ cánh cứng trong họ Cerambycidae.